# アンドリア-コラート間列車衝突事故
アンドリア-コラート間列車衝突事故（アンドリア-コラートかんれっしゃしょうとつじこ）は2016年7月12日の昼近くにイタリア南部のプーリア州で発生した鉄道事故。2本の地域旅客列車がバーリ-バルレッタ線のアンドリア-コラート間の単線区間で正面衝突し、23人が死亡し54人が負傷した。当該区間は地域鉄道会社フェロトラムビアーリア (Ferrotramviaria) が運営していた。

## 背景

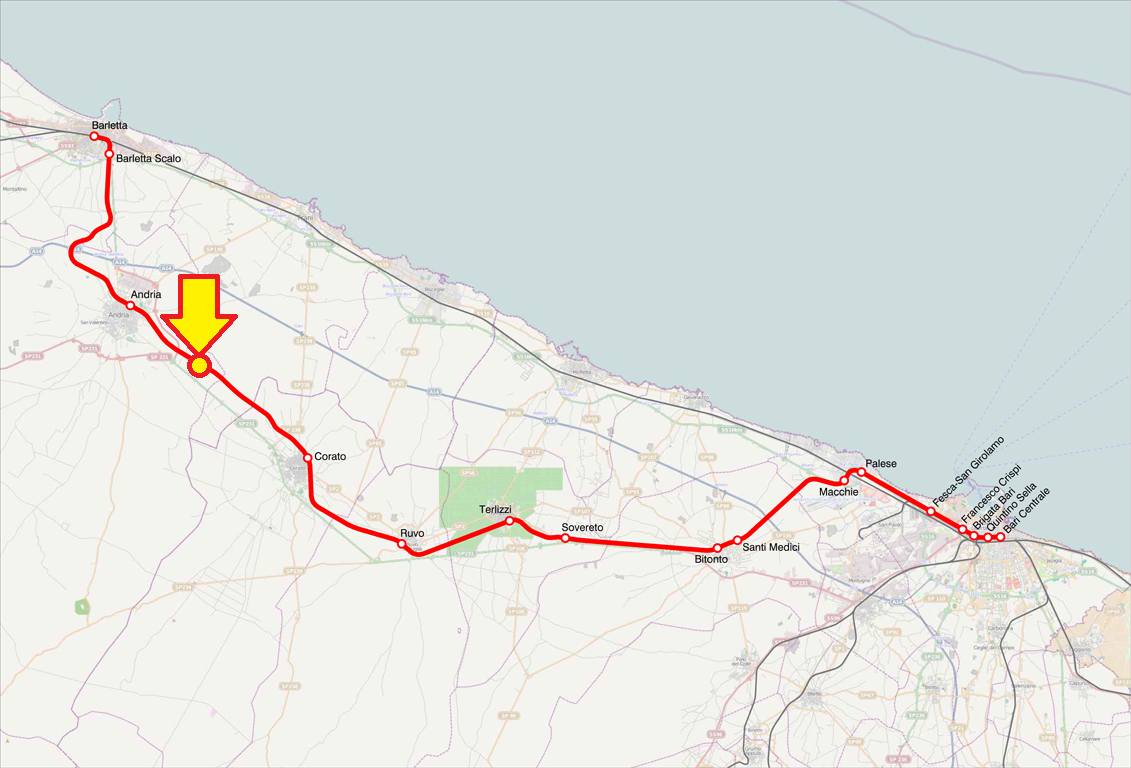
バーリ-バルレッタ線の路線図。矢印の箇所が事故現場

バーリ-バルレッタ線は標準軌であり、直流3,000Vの架空電車線方式で電化されている。1990年代から改良工事を行っており、大半の区間が複線化されている。事故が発生したコラート駅-アンドリア駅間は、ルーヴォ・ディ・プーリア-バルレッタ間で最後の単線区間であった。この区間では、駅長が列車の到着を知らせたり、運転士に出発しても安全かどうかを伝えたりする「電話閉塞」方式を採用していた。2012年4月にEUのファンドから複線化工事のための資金を調達したが、事故当時は入札を開始したばかりであった。

## 事故概要

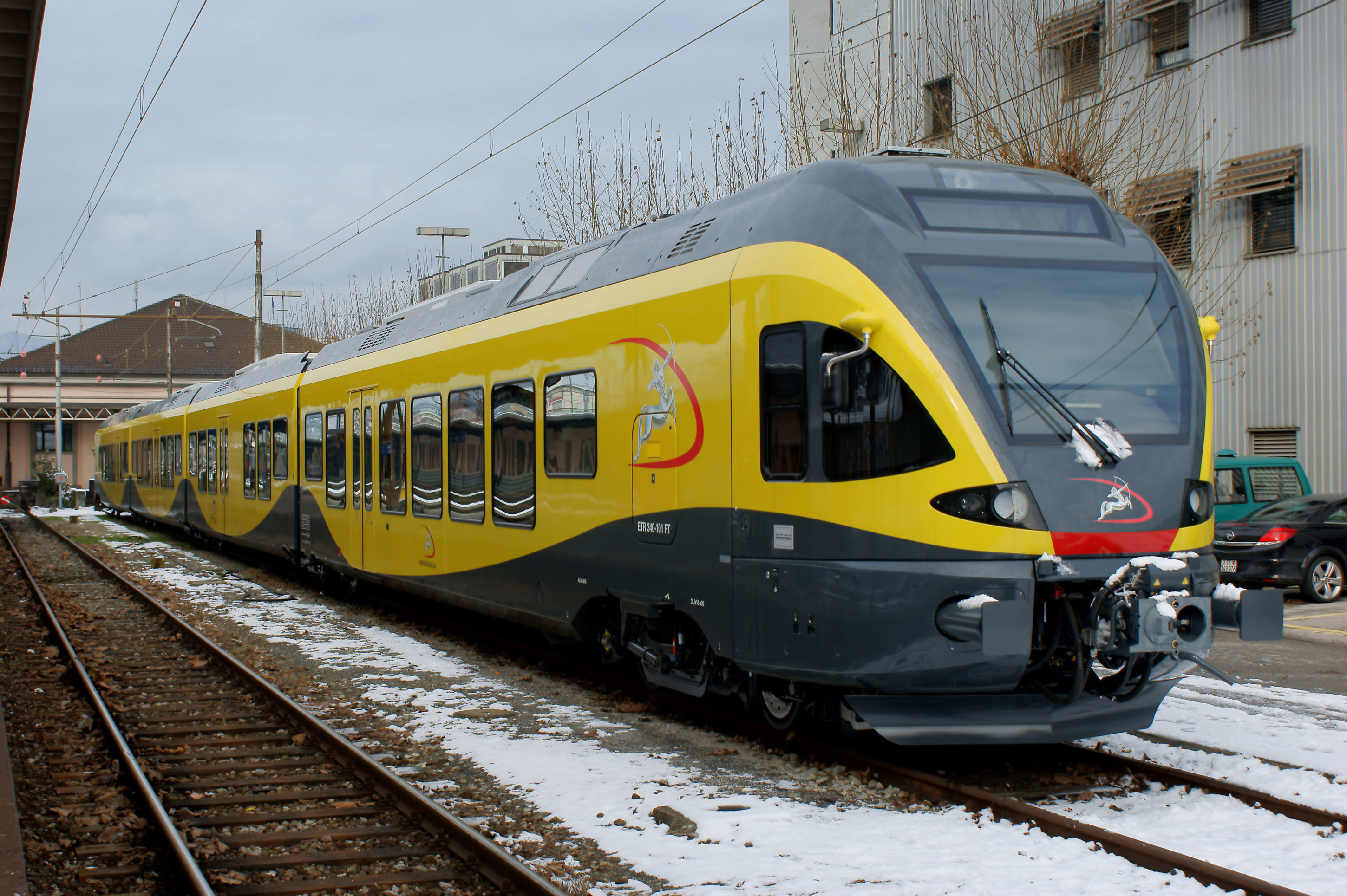
フェロトラムビアーリアのETR340形電車

現地時間11時6分（中央ヨーロッパ夏時間、初期の報告では11時38分）、アンドリア駅から約6キロメートル（バーリからは51キロメートル）離れたオリーブ畑が広がる田園地帯で2本の列車が正面衝突した。一方の列車はFLIRTシリーズのETR340形電車（列車番号ET1016、バーリ発バルレッタ行き、4両編成）で、もう一方はコラディアのELT200形電車（列車番号ET1021、バルレッタ発バーリ行き、4両編成）であった。ET1021はアンドリアから南東方向に、ET1016はコラートから北西方向に走行中で、衝突時の両列車間の相対速度は時速100キロメートルに達した。事故現場はカーブであり、どちらの運転士も他方の列車を停止させたり非常ブレーキを掛けたりするなどの対応をとれなかった。ET1016の1両目および2両目と3両目の前部、そしてET1021の1両目は原形を留めないほど粉砕された。ET1021の2両目は一部が脱線し大破していた。その他の車両は脱線せず、損傷もなかった。 
当時の天候は晴れで暑く湿気が多く、最高気温は40℃であった。

### 死傷者
23人が死亡し、54人が負傷した。両列車の運転士やどちらかの列車の車掌も死亡した。

### 救助
事故現場に通じる道路がないことや暑さにより救助作業は難航した。
事故現場の隣に野外病院が設営され、一部の負傷者はドクターヘリで病院へ搬送された。地方政府は献血者を募った。救急隊員約200人やイタリア陸軍の軍人らが救助作業に従事した。

## 反応
イタリアの首相マッテオ・レンツィはミラノ訪問を切り上げローマに戻り、夕方に事故現場を視察した。イタリアの大統領セルジョ・マッタレッラは教皇フランシスコと同じく哀悼の意を表した。コラート市長のマッシモ・マジーリは、現場は「飛行機が墜落したかのようだった」と語った。

## 調査

事故の経過

国家鉄道安全局 (ANSF) がイタリアで発生した鉄道事故の調査を行う。鉄道事業者は単線区間の両端駅間のやり取りの記録や駅長と両列車の運転士との通話記録を取得したと語った。また、残骸からどちらかの列車のトレイン・イベント・レコーダーが回収された。
トラーニの検察官が率いる公開調査の初期の調査によると、ET1016がすでに同じ線路上を走行していたため、アンドリア駅からET1021へ出発の許可を出してはならなかった。調査官らはなぜET1016（対向列車）がアンドリア駅に到着する前にET1021が出発したのか調査している。2016年7月14日、アンドリア駅とコラート駅の両駅長が取り調べを受けた。
時刻表によれば、両列車は10時58分から10時59分にかけてアンドリア駅で行き違いを行うことになっていた。アンドリア駅の駅長がコラートからアンドリアに向けて遅れて走行していた別の列車 (ET1642) をその後続のET1016と混同し、遅れていた列車がバルレッタに向けて出発したのでアンドリア-コラート間は開通していると思い込んだ可能性もある。
2017年12月6日、インフラ運輸省は事故の調査報告書を発表し、直接の原因はET1642とET1016の混同であると結論づけた。
|                      | ET1642 | ET1642   | ET1016 | ET1016   | ET1021 | ET1021   |
|                      | 定刻   | 実際     | 定刻   | 実際     | 定刻   | 実際     |
| -------------------- | ------ | -------- | ------ | -------- | ------ | -------- |
| バーリ中央           |        |          | 10:03  |          | 11:54  |          |
| ...                  | ...    | ...      | ...    | ...      | ...    | ...      |
| ルーヴォ             | 10:19  | 10:41:00 | 10:41  | 10:52:00 | 11:16  |          |
| コラート             | 10:27  | 10:50:30 | 10:48  | 11:00:55 | 11:09  |          |
|                      |        |          |        | 11:05:20 |        | 11:05:20 |
| アンドリア           | 10:37  | 11:00:00 | 10:59  |          | 10:58  | 11:00:35 |
| バルレッタ・スカーロ |        |          | 11:09  |          | 10:47  | 10:48:00 |
| バルレッタ中央       |        |          | 11:11  |          | 10:44  | 10:44:00 |